# Leptothyra verruca
Leptothyra verruca là một loài ốc biển, là động vật thân mềm chân bụng sống ở biển trong họ Turbinidae, họ ốc xà cừ. The shells of this species, known in Ni'ihau as kahelelani'ila'ula, are used to make leis.